# Herbert von Karajan

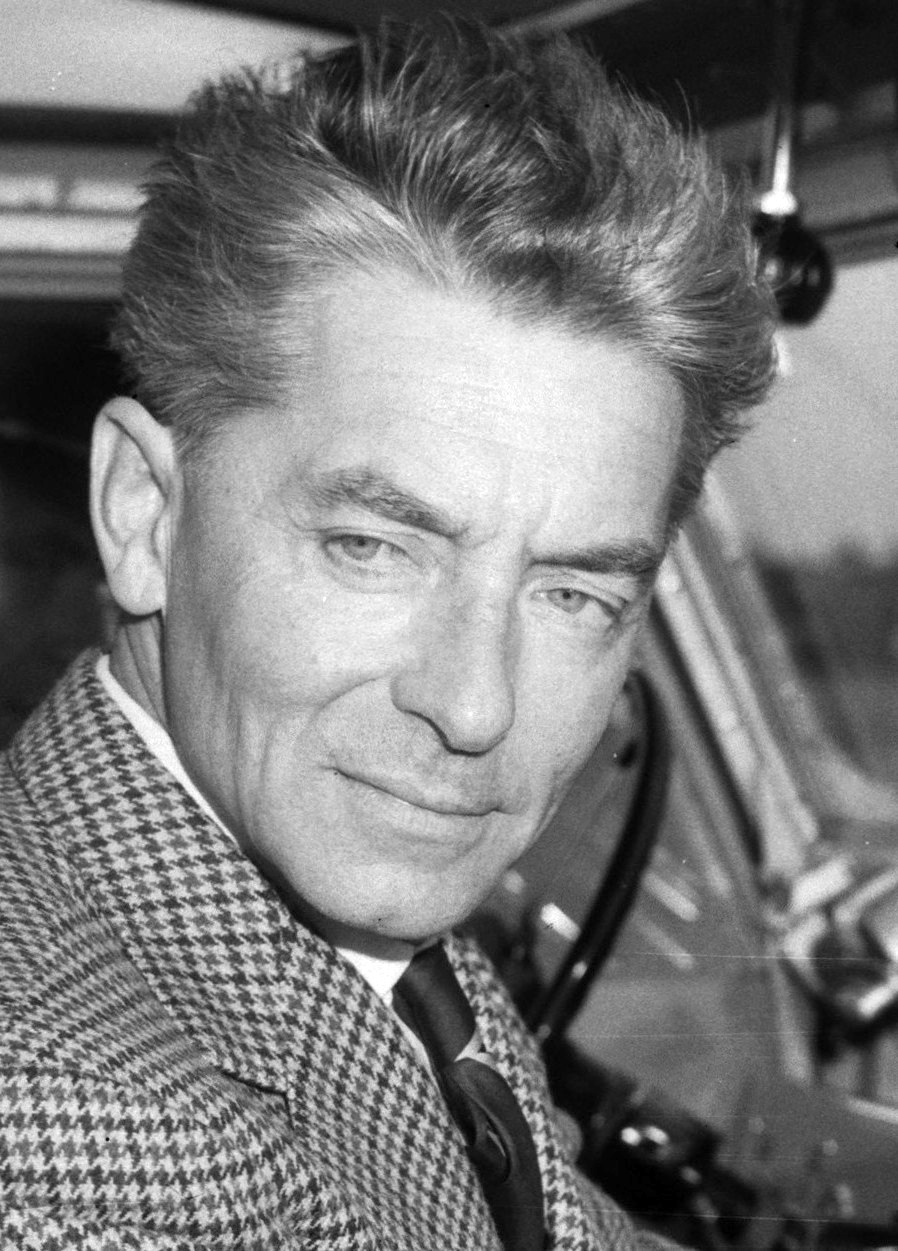
Herbert von Karajan (1963)

Herbert von Karajan (* 5. April 1908 in Salzburg-Neustadt; † 16. Juli 1989 in Anif, Salzburg; geboren als Heribert Adolf Ernst Ritter von Karajan, in Österreich ab 1919 amtlich Heribert Karajan) war ein österreichischer Dirigent. Als solcher zählt er zu den bekanntesten und bedeutendsten des 20. Jahrhunderts. Karajan arbeitete mit vielen angesehenen Symphonieorchestern, wirkte an bedeutenden Opernhäusern und veröffentlichte zahlreiche Einspielungen klassischer Musik.

## Leben und Wirken

### Familie

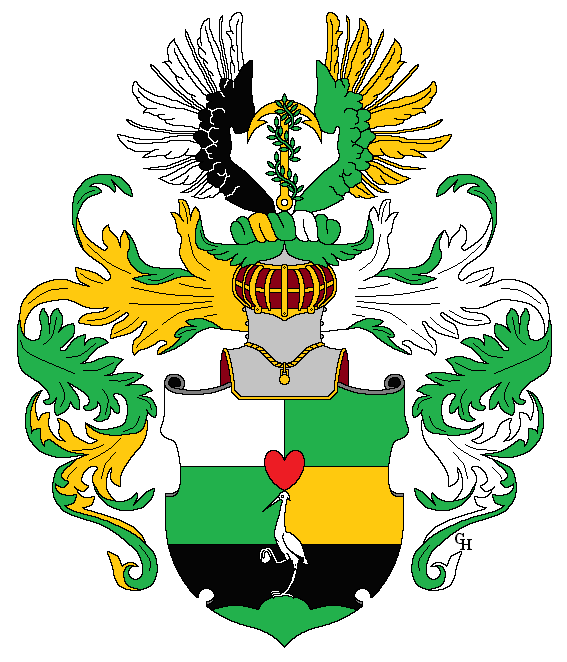
Wappen der Familie von Karajan, Reichsadelsstand 1792

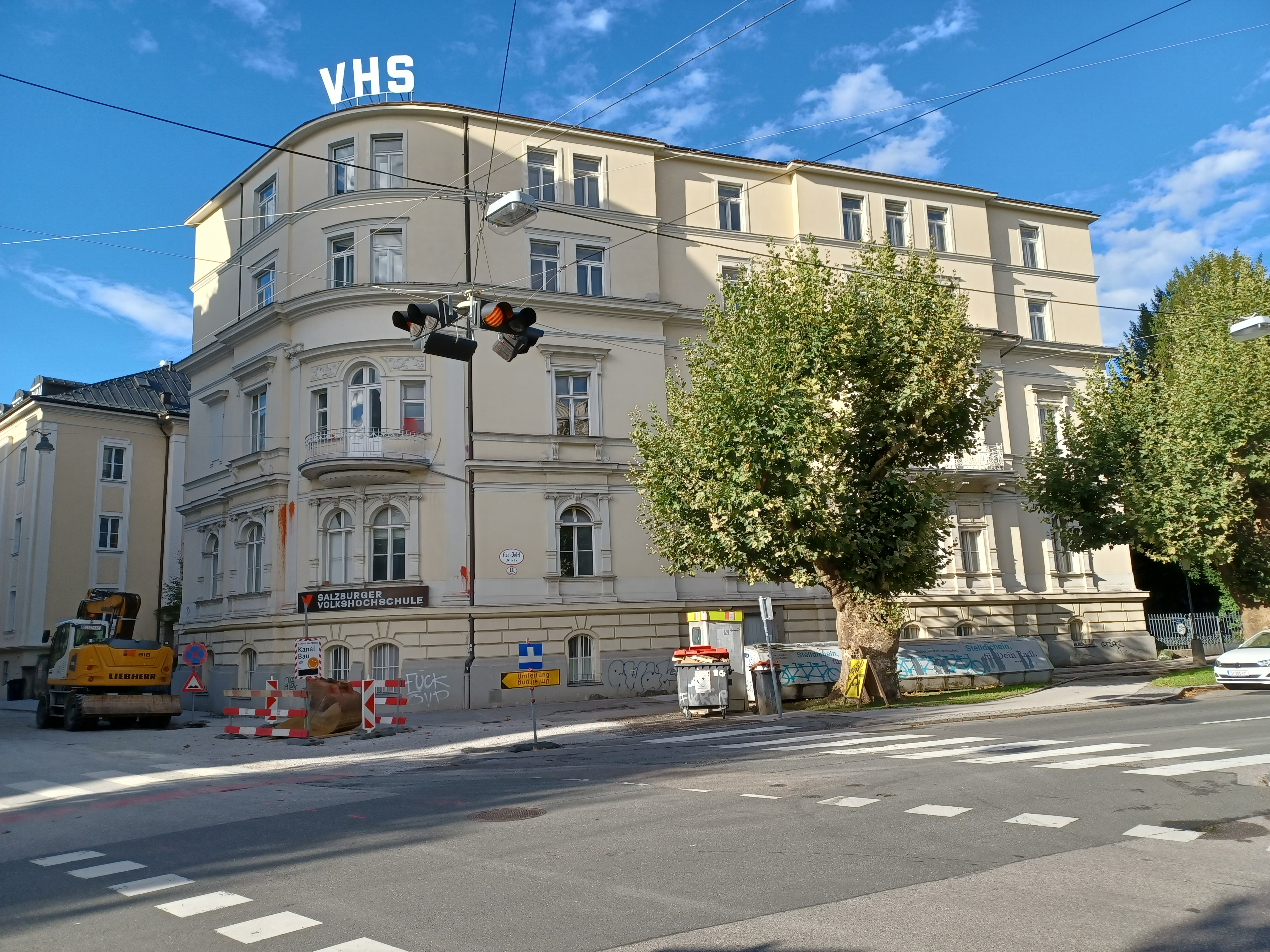
Geburtshaus Sanatorium Schenk

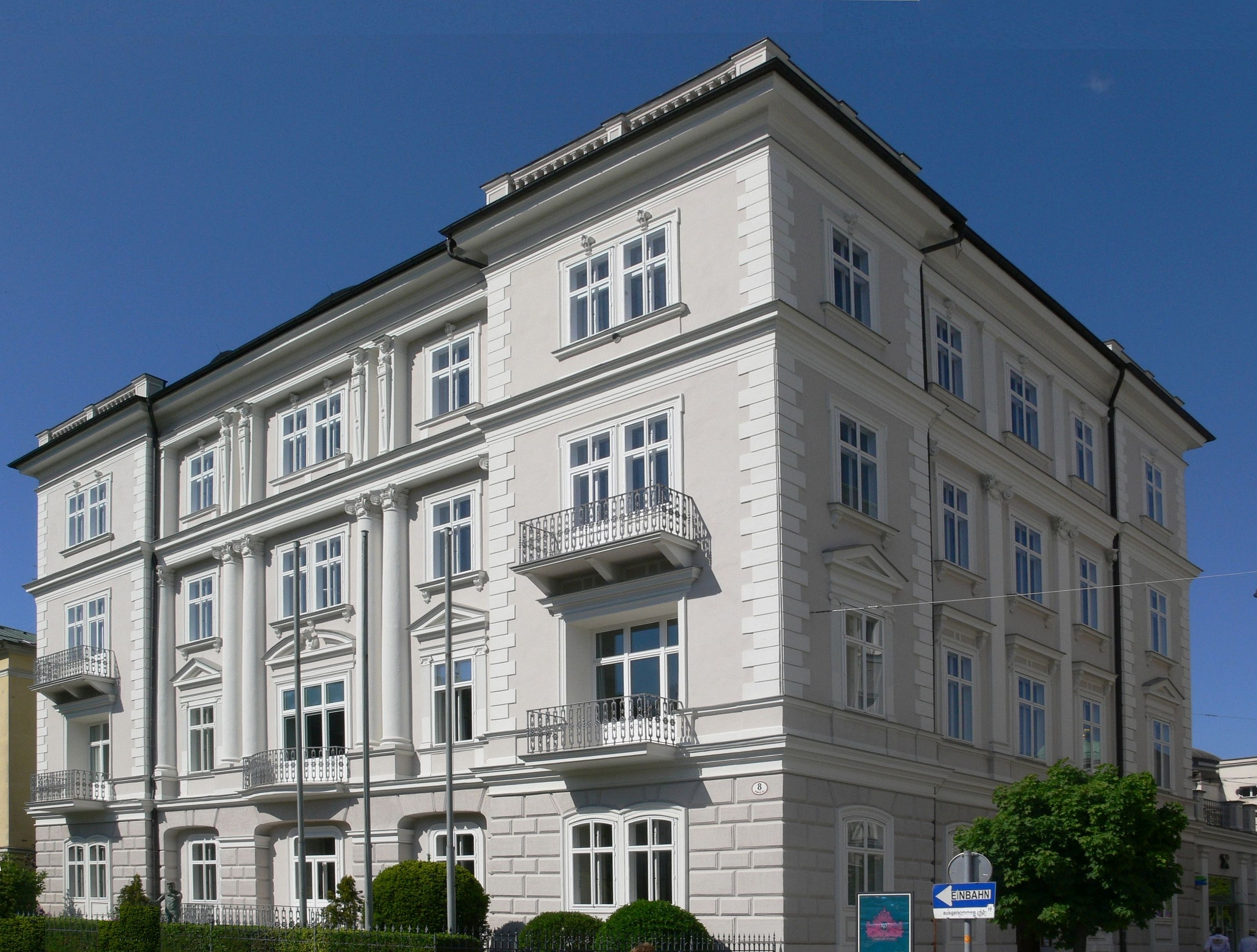
Karajans wohnten im 2. Stock

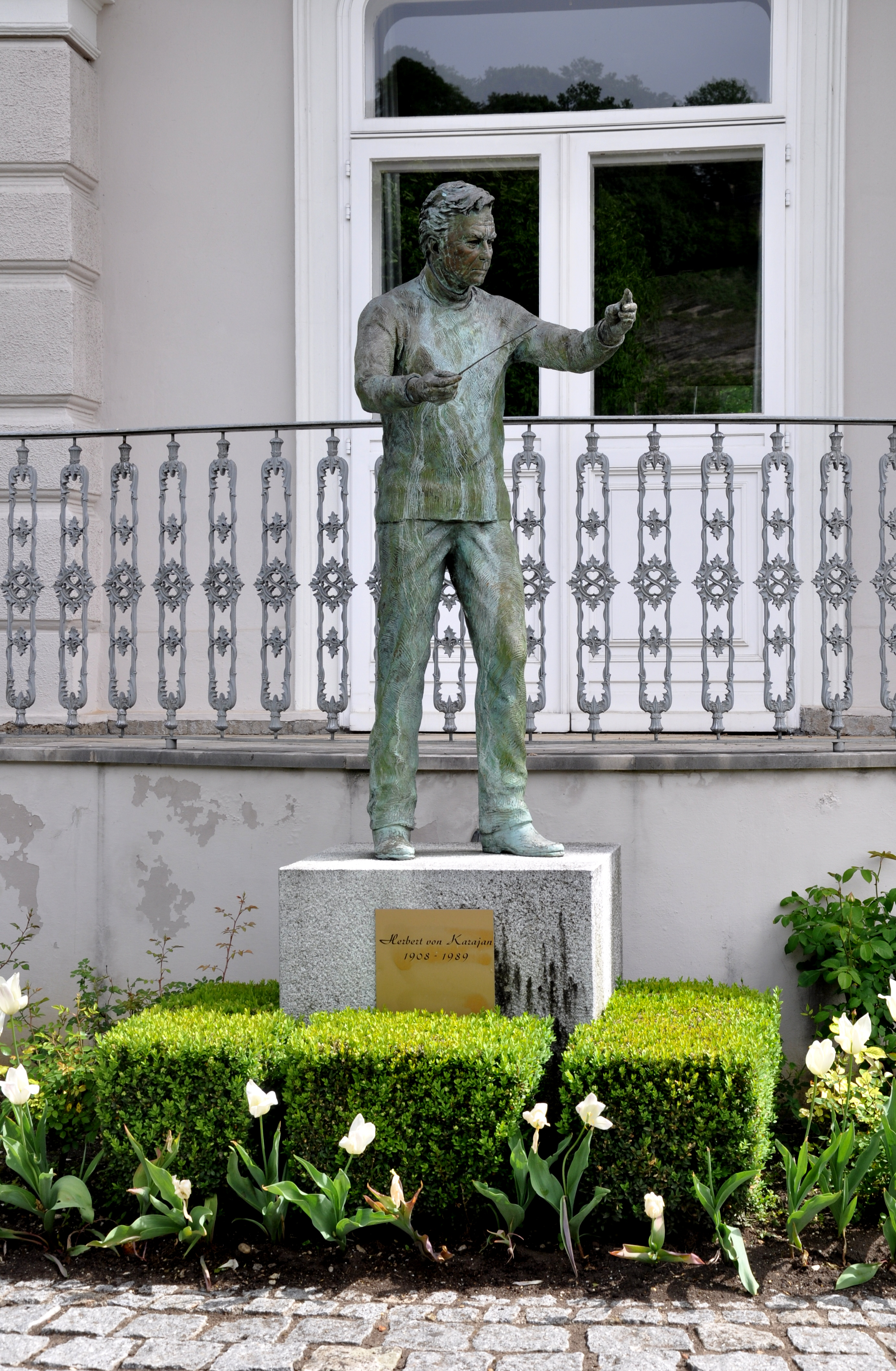
Statue Herbert von Karajans im Garten seines Elternhauses

Herbert von Karajan, geboren im Sanatorium Schenk (Franz-Josef-Str. 11), wo sein Vater zeitweise als Arzt arbeitete, war ein Spross aus dem Geschlecht von Karajan, einer aus der (damals unter dem Namen Rumelien zum Osmanischen Reich gehörenden) nordgriechischen Provinz Makedonien stammenden Familie namens Karagiannis (oder Karaioannes) griechischer Herkunft, die erstmals 1743 in Kozani urkundlich erwähnt ist. Er war der Ururenkel des Kaufmanns Georg Karajan, eigentlich Geórgios Ioánnes Karagiánnis, des Inhabers einer Baumwollhandlung im kursächsischen Chemnitz, und Urenkel von Theodor von Karajan. Georg Karajan wurde mit Ehefrau und seinen Söhnen Dimitrios und Theodor am 1. Juni 1792 während des Reichsvikariates durch den sächsischen Kurfürsten Friedrich August III. in den erblichen Reichsadelsstand erhoben. Die Anerkennung dieses Adelsstandes in Österreich erfolgte für dessen Witwe und die Söhne durch Erlass vom 4. Jänner 1832. Theodor von Karajan wurde mit allerhöchster Entschließung vom 27. Mai 1869 von Kaiser Franz Joseph I. in Wien mit dem Ritterkreuz des Leopold-Ordens ausgezeichnet und aufgrund der Ordensstatuten als „Ritter von Karajan“ im September 1869 in den erblichen österreichischen Ritterstand erhoben.
Herbert von Karajans Vater Ernst von Karajan (1868–1951) stammte aus Wien und war als Chirurg in Salzburg tätig. Seine Mutter, geb. in Graz als Martha Kosmač (1881–1954), entstammte einer slowenischen Familie; ihr Vater Mihael Kosmač (1839–1885) war in Mojstrana (heute Stadtteil von Kranjska Gora, deutsch: Kronau) geboren. Herbert hatte einen um zwei Jahre älteren Bruder Wolfgang. Von der Aufhebung des Adels im Jahr 1919 war auch die (österreichische) Familie von Karajan betroffen, deren Familienname zu Karajan ohne vorangestelltes „von“ wurde. Der Künstler Karajan hatte seinerseits angedroht, in Österreich nicht aufzutreten, wenn sein früheres „von“ auf den Ankündigungsplakaten nicht erscheinen dürfe. Daraufhin wurde ihm Herbert von Karajan als Künstlername zugestanden.

### Studium und frühe Jahre

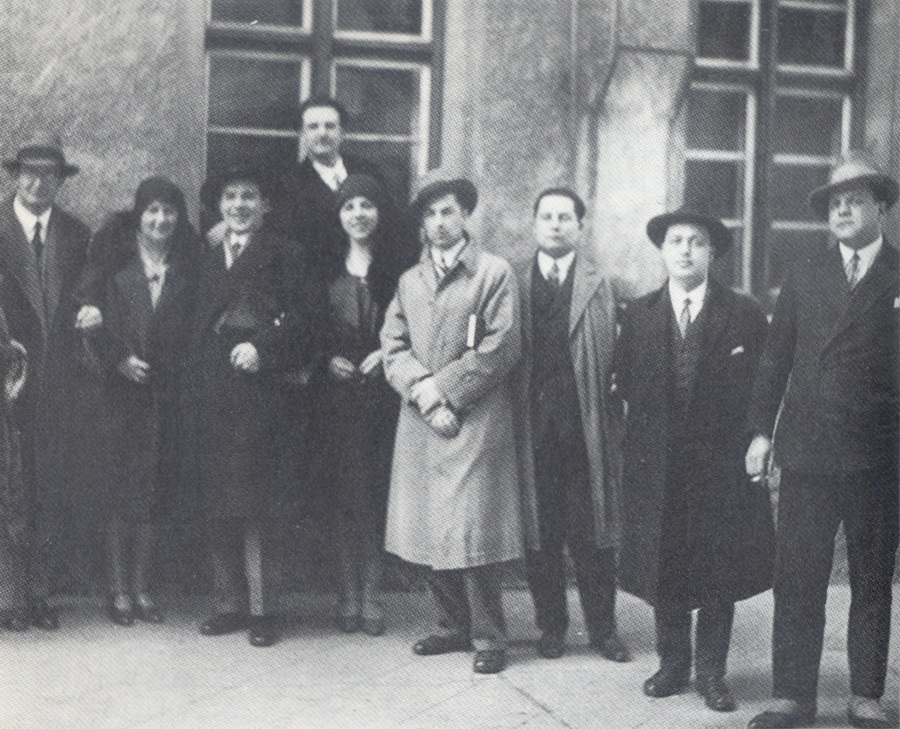
Karajan in Ulm, zwischen 1929 und 1933

1912 begann Karajan eine pianistische Ausbildung bei Franz Ledwinka. Von 1916 bis 1926 war Karajan Schüler am Konservatorium Mozarteum in Salzburg bei Ledwinka (Klavier), Bernhard Paumgartner (Komposition, Kammermusik) und Franz Sauer (Harmonielehre). 1925 wurde er Konkneipant der Alldeutschen Gymnasialverbindung Rugia Salzburg im ÖPR und später Alter Herr. 1926 machte er die Matura am Humanistischen Gymnasium in Salzburg. Schon hier beklagte er in seiner nationalsozialistischen Gesinnung die Verjudung der deutschen Kultur.
In seiner schriftlichen Arbeit beschäftigte er sich mit Thermodynamik und Explosionsmotoren. Von 1926 bis 1928 studierte er drei Semester lang Maschinenbau an der Technischen Hochschule in Wien, gleichzeitig Musikwissenschaft an der Universität Wien und bis 1929 an der Wiener Akademie für Musik und darstellende Kunst Klavier bei Josef Hofmann (1865–1927) sowie Dirigieren bei Franz Schalk und Alexander Wunderer.
Am 22. Jänner 1929 trat Karajan zum ersten Mal öffentlich mit dem Mozarteumorchester in Salzburg auf, worauf der Intendant des Ulmer Stadttheaters Karajan zum Probedirigat einlud. In Ulm wurde Karajan 1930 Erster Kapellmeister am Stadttheater und beim Philharmonischen Orchester.

### Karriere im NS-Staat

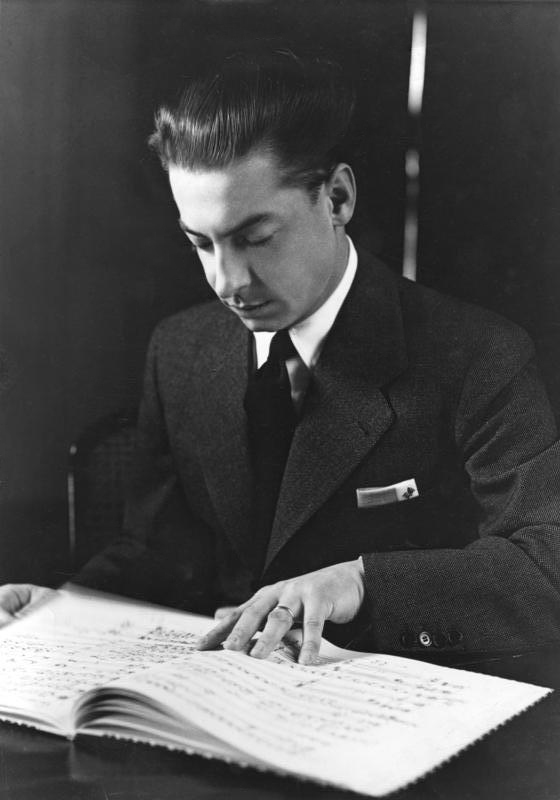
Herbert von Karajan, 1938

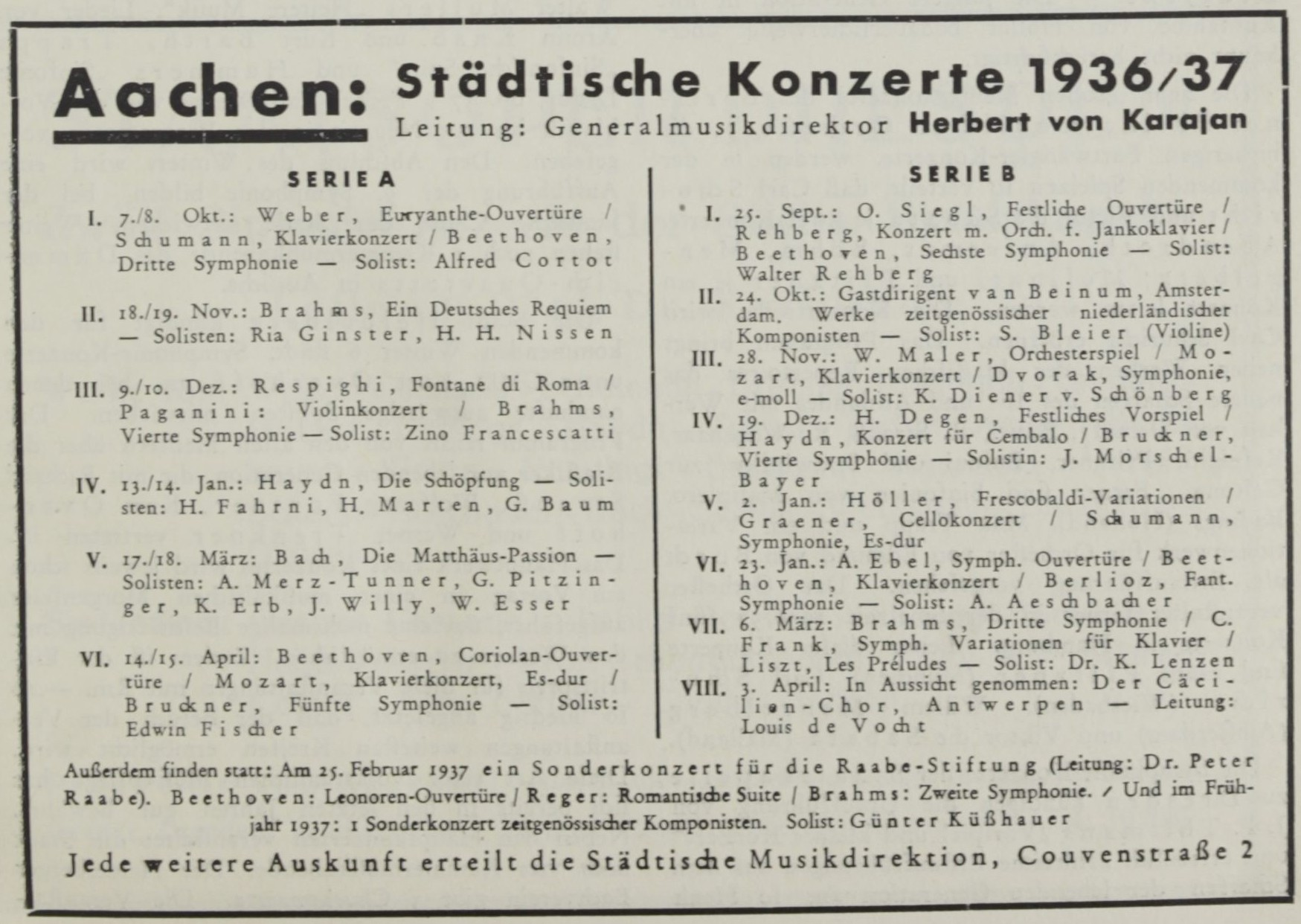
Das Stadttheater Aachen wirbt mit dem Namen Karajan für die Saison 1936/37 in der Neuen Zeitschrift für Musik

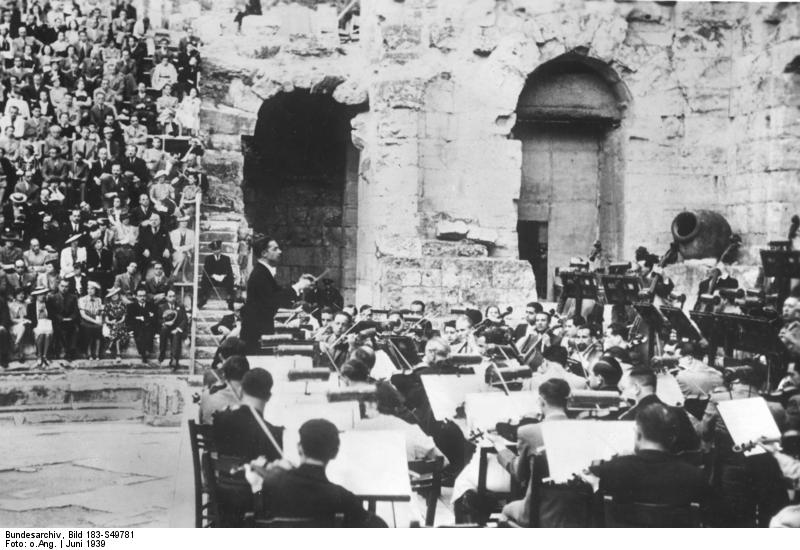
Karajan im Odeon des Herodes Atticus, Athen, 1939

Karajan trat der NSDAP in Salzburg am 8. April 1933 bei (Mitgliedsnummer 1.607.525). Er entrichtete einen Aufnahmebeitrag, zahlte aber keine Folgebeiträge und zog nach Deutschland, wo ihm am 30. Mai in Ulm nach einem neuen Aufnahmeantrag eine provisorische Mitgliedskarte ausgestellt wurde; das neue Eintrittsdatum war der 1. Mai 1933 (Mitgliedsnummer 3.430.914). Im Zuge der Überprüfung der österreichischen Beitritte in der Zentrale der NSDAP in München 1939 wurde schließlich die erste – österreichische – Mitgliedschaft formal für ungültig erklärt. Karajan selbst verbreitete hingegen die unzutreffende Legende, er sei erst 1935 in Aachen auf Verlangen des Kreisleiters in die NSDAP eingetreten, um Generalmusikdirektor werden zu können. Oliver Rathkolb widerspricht zudem der verbreiteten Einschätzung, dass Karajan nur aus Karrieregründen der NSDAP beigetreten sei. So polemisierte Karajan 1934 in einem Brief an seine Eltern gegen die Wiener Volksoper, wo er nicht dirigieren wolle, da es sich um ein Vorstadttheater ohne Namen handle, „außerdem wird das gesamte Palästina dort gesammelt sein“.
1934 endete sein Vertrag in Ulm, und er sprach bei der Reichsmusikkammer vor, und zwar beim damaligen Leiter der Konzertabteilung Rudolf Vedder. Vedder war eng mit dem Generalmusikdirektor Peter Raabe am Stadttheater Aachen bekannt, und daher wurde in Aachen im April 1934 ein Probedirigat angesetzt. In dessen Folge wurde er am Stadttheater Aachen am 8. Juni 1934 zum Operndirektor und ersten Kapellmeister, im April 1935 dann zum jüngsten Generalmusikdirektor Deutschlands ernannt. Da auch schon der Dirigent Hans von Benda von Vedder protegiert wurde, hatte Benda wiederum kein Problem damit, Karajan später nach Berlin zu holen.
Während seiner Aachener Zeit trat Karajan auch bald bei Veranstaltungen der Nationalsozialisten auf. So dirigierte er am 20. April 1935 eine Tannhäuser-Vorstellung anlässlich des „Führergeburtstags“, und am 30. April einen KdF-Opernabend (Fidelio). Am 29. Juni 1935 leitete er in einem Konzert zum Kreisparteitag der NSDAP die Aufführung der Propagandawerke Festlicher Hymnus von Otto Siegl, Unsere Seele von Bruno Stürmer sowie Flamme empor und Feier der neuen Front (nach Texten von Baldur von Schirach) von Richard Trunk.
Am 8. April 1938 leitete Karajan als Gast erstmals das Orchester, das er in seinem Leben später noch über 1500 Mal dirigieren sollte: die Berliner Philharmoniker. Auf dem Programm standen Wolfgang Amadeus Mozarts Sinfonie Nr. 33 KV 319, Maurice Ravels Daphnis et Chloé, Suite Nr. 2 und Johannes Brahms’ 4. Symphonie.
Weithin bekannt wurde Karajan, nachdem er am 30. September 1938 in der Berliner Staatsoper mit Ludwig van Beethovens Fidelio debütiert und am 21. Oktober Richard Wagners Tristan und Isolde dirigiert hatte. Nach der Tristan-Aufführung prägte der Kritiker der B.Z. am Mittag, Edwin von der Nüll, am 22. Oktober 1938 das Schlagwort vom „Wunder Karajan“. Urheber der Kritik soll aber Generalintendant Heinz Tietjen gewesen sein, der Karajans Karriere auf Kosten Wilhelm Furtwänglers fördern wollte.
Ein erster Vertrag mit der Deutschen Grammophon Gesellschaft wurde geschlossen; in der Folge wurde Karajan Dirigent der Staatskapelle Berlin. Am 20. April 1939 verlieh ihm Adolf Hitler den Titel „Staatskapellmeister“.

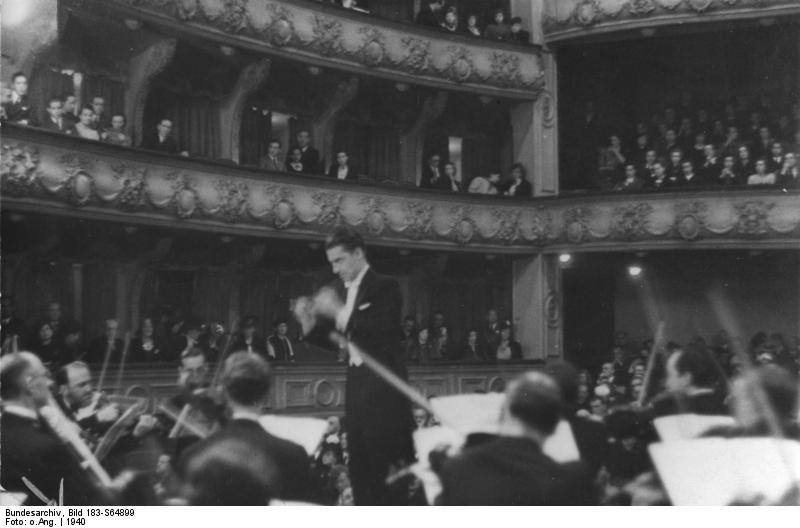
Karajan dirigiert in Madrid, 1940

Karajan sank aber in der Gunst Hitlers, als er in der von ihm auswendig dirigierten Aufführung der Meistersinger von Nürnberg in der Berliner Staatsoper am 2. Juni 1939 falsche Einsätze gegeben haben soll und die Vorstellung mit dem Fallen des Vorhanges unterbrochen werden musste. Karajan selbst sprach indes vom „dem Alkohol zugeneigten“ Bariton Rudolf Bockelmann, der die zweite Strophe ausgelassen hatte, worauf er improvisieren musste und den Umständen entsprechend noch elegant aus der Situation herausgekommen sei. Jedenfalls entschied Hitler daraufhin – so in den Erinnerungen Winifred Wagners –, dass Karajan niemals bei den Bayreuther Festspielen dirigieren dürfe. Da er jedoch der Favorit von Hermann Göring war, leitete er weiterhin die Staatskapelle Berlin, mit der er in der Staatsoper bis 1944 etwa 150 Abende gestaltete.

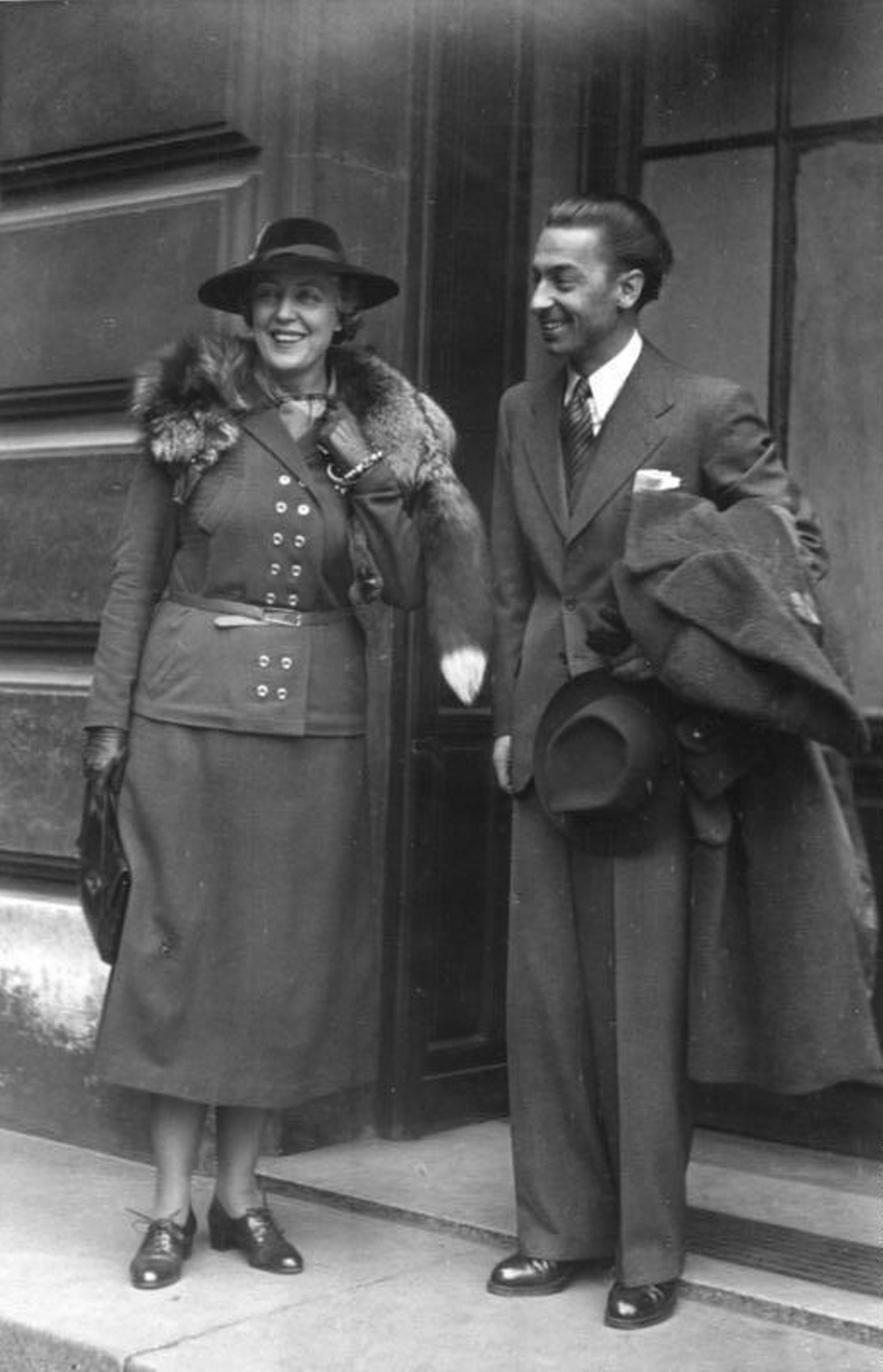
Herbert von Karajan und Germaine Lubin, 1941

Karajan dirigierte auch Konzerte in den von der Wehrmacht besetzten Gebieten, so in Paris vom 16. bis 19. Dezember 1940 mit dem Ensemble des Aachener Theaters sowie am 22. und 25. Mai 1941 im Rahmen eines Gastspieles der Berliner Staatsoper mit Tristan. 1942 wurde sein Vertrag an der Staatsoper nicht verlängert. Als Grund gab Tietjen an, dass Karajan maßlose Forderungen gestellt habe. Noch 1943 wurde in einer Kartei der Reichsmusikkammer vermerkt, dass bezüglich Karajans politischer Einstellung laut Reichssicherheitshauptamt keine „nachteiligen Notierungen in politischer Hinsicht“ vorlägen. Auch seine Heirat mit der „Vierteljüdin“ Anita Gütermann (2.10.1917 – 16.2.2015) veranlasste das NS-Regime zu keiner Änderung dieser Einschätzung. Die Heirat bot Karajan sogar Vorteile, da Gütermann aus einer großen Industriellenfamilie stammte. Noch im September 1942 hatte der Chef der Reichskanzlei Hans Heinrich Lammers Karajan schriftlich mitgeteilt, dass seine Eheschließung erst nach Kriegsende stattfinden könne. Anita Gütermann suchte daraufhin in Venedig den Kontakt zu Goebbels und erreichte, dass schon am 22. Oktober 1942 geheiratet werden konnte.
Am 19. und 20. April 1944 leitete Karajan aus Anlass von Hitlers Geburtstag das Orchester von Radio Paris im Théâtre des Champs-Élysées. Zur Aufführung kamen ein Concerto grosso von Händel (in dem Karajan auch den Klavierpart übernahm), La Mer von Claude Debussy sowie die 5. Sinfonie von Beethoven. In der Endphase des Zweiten Weltkriegs wurde er im August 1944 in die von Hitler genehmigte Gottbegnadeten-Liste der wichtigsten Dirigenten aufgenommen, was ihn vor einem Kriegseinsatz, auch an der Heimatfront, bewahrte. Im selben Jahr begann Karajan eine Anstellung beim Reichs-Bruckner-Orchester in Linz. Am 23. Juli 1944 dirigierte er in dieser Eigenschaft die 8. Sinfonie von Bruckner. Noch im Dezember 1944 sollte das Orchester zu „Ehren des Führers“ zum besten Orchester des Deutschen Reichs gemacht werden, bevor das Kriegsende dieser Vorstellung ein Ende setzte.
Am 29. September 1944 spielte er bei der Reichs-Rundfunk-Gesellschaft im Haus des Rundfunks in Berlin mit dem 4. Satz der 8. Sinfonie von Bruckner eine der ersten Aufnahmen in Stereo auf Magnetband ein; zum Einsatz kam ein Magnetophon der AEG.
Am 18. Februar 1945 gab Karajan ein letztes Konzert mit der Staatskapelle in Berlin und setzte sich danach mit dem Flugzeug nach Italien ab. Das Kriegsende verbrachte er zusammen mit seiner Frau Anita in Mailand und am Comer See, wo er sich mit Hilfe des Generalbevollmächtigten für Italien Hans Leyers in der Villa d’Este „versteckte, um einem Einberufungsbefehl zu der Kampfpropagandatruppe ‚Südstern‘ zu entgehen“.

### Karriere nach dem Zweiten Weltkrieg
Edward Astley, der als britischer Offizier im Intelligence Corps in Mailand und Triest teilweise englischsprachige Radiosender sowie in Triest auch das Theater leitete, beschäftigte Karajan unmittelbar nach Kriegsende und setzte sich für dessen Engagement bei den Wiener Philharmonikern ein. Karajans Entnazifizierungsverfahren wurde ohne schriftliche Belege abgeschlossen; er habe „genug gelitten“ und immer nur für die Musik gelebt. Am 12. Januar 1946 gab Karajan in Wien sein erstes Konzert nach Kriegsende, wurde jedoch von der sowjetischen Besatzungsmacht wegen seiner NSDAP-Mitgliedschaft mit Berufsverbot belegt; dieses wurde 1947 aufgehoben.
1948 wurde Karajan Direktor und Ehrenmitglied, 1949 Mitglied auf Lebenszeit der Gesellschaft der Musikfreunde in Wien. Mit der Aufnahme bei den Musikfreunden begann seine eigentliche Karriere. Ebenfalls 1948 debütierte er an der Mailänder Scala und war dort ständiger Gast als Dirigent und Regisseur von 1948 bis 1968. 1951 dirigierte er erstmals bei den Bayreuther Festspielen, kehrte aber nach 1952 nicht dorthin zurück, weil er Wieland Wagners Regiestil mit seiner Auffassung für unvereinbar hielt. 1955 wurde er Nachfolger von Wilhelm Furtwängler und Sergiu Celibidache als Chefdirigent der Berliner Philharmoniker.
Im Dezember 1954, kurz nach Furtwänglers Tod, hatte Berlins Kultursenator Joachim Tiburtius bei Karajan angefragt, ob dieser die noch für den März 1955 terminierte USA-Tournee der Philharmoniker übernehmen könne. Karajan antwortete: „Mit tausend Freuden, aber nur als designierter Nachfolger und künstlerischer Leiter“. Als Karajan 1955 die Berliner Philharmoniker in New York dirigierte, kam es zu dramatischen Demonstrationen gegen ihn und Deutschland. Von seinem 1956 auf Lebenszeit abgeschlossenen Vertrag trat er im April 1989 zurück, da ihm die finanzielle Förderung und durch die Stadt erteilten Kompetenzen nicht mehr ausreichten.

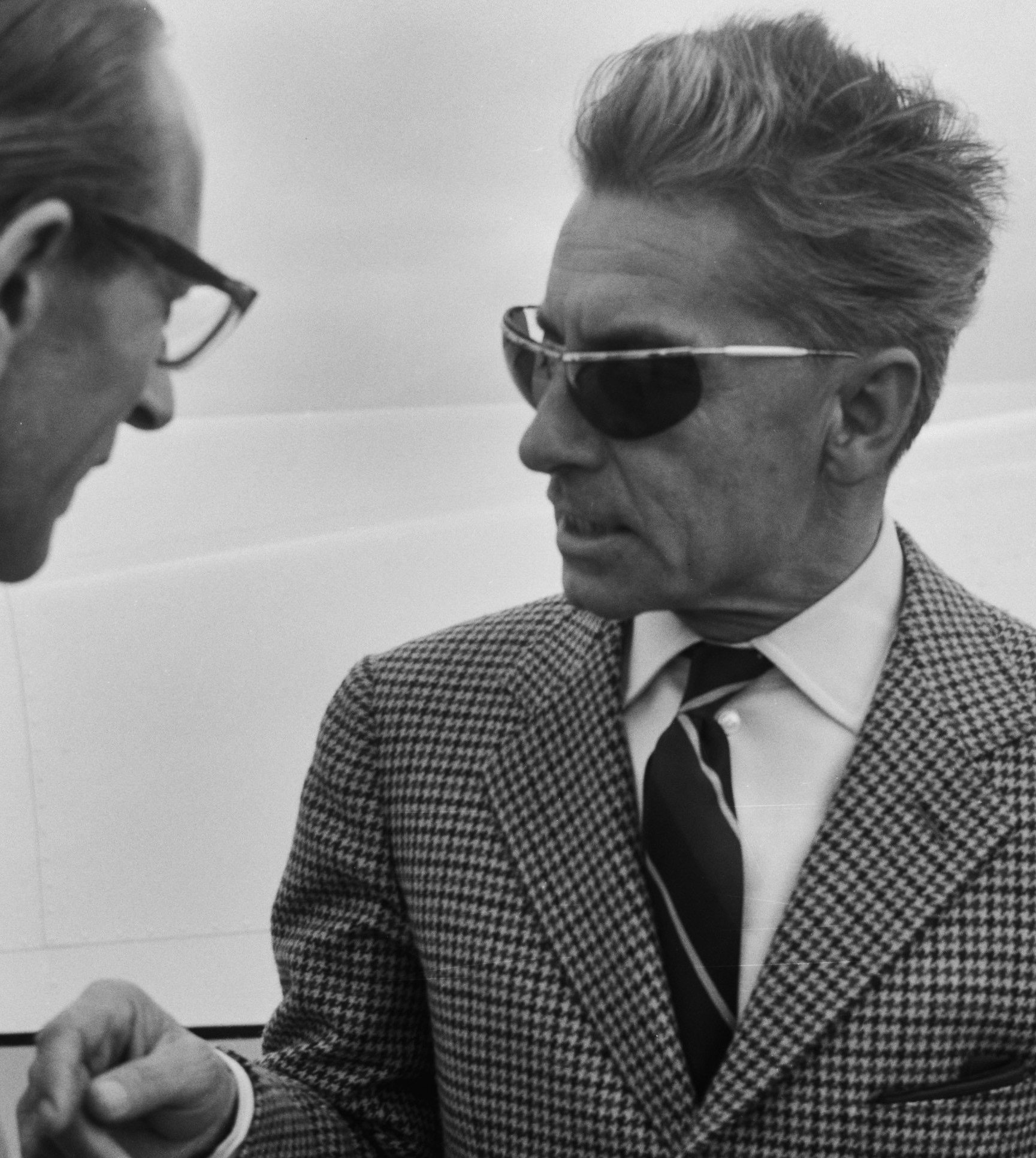
Herbert von Karajan auf dem Flughafen Schiphol, 1963

Zugleich war er von 1957 bis 1964 künstlerischer Leiter der Wiener Staatsoper, wo er entscheidend zum Weltruhm des Hauses beitrug und viele wichtige Sänger erstmals an das Haus holte. Als die Bundestheaterverwaltung in einem Arbeitskonflikt die Operndirektion überging, schrieb er am 7. Februar 1962 einen ersten Rücktrittsbrief. Nach einem zweiten Konflikt, an dem Karajans Ko-Direktor Egon Hilbert, das Unterrichtsministerium, die Bundestheaterverwaltung, der Gewerkschaftspräsident, der Bundeskanzler und am Ende der Verwaltungsgerichtshof beteiligt waren, demissionierte Karajan am 11. Mai 1964 endgültig. Im Herbst 1963 hatte Karajan für die Übernahme von Giacomo Puccinis La Bohème einen in der italienischen Oper üblichen Maestro suggeritore engagieren wollen. Die Gewerkschaft wollte die Arbeitserlaubnis für den fälschlich so bezeichneten „ausländischen Souffleur“ verhindern.

Herbert von Karajan, 1972

Neben den Hauptwerken des klassisch-romantischen Repertoires widmete sich Karajan auch immer wieder der Pflege von Raritäten und Erst- bzw. Uraufführungen. Dazu zählten unter anderem Orfeo ed Euridice von Christoph Willibald Gluck als erste Opernaufführung in der Salzburger Felsenreitschule (1948), die Uraufführung von Trionfo di Afrodite von Carl Orff (Teatro alla Scala, 1953), die Uraufführung der Sinfonia parabolica von Theodor Berger (Salzburg 1957), die deutschsprachige Erstaufführung von Mord in der Kathedrale von Ildebrando Pizzetti (Wiener Staatsoper, 1960), L’incoronazione di Poppea von Claudio Monteverdi (in der Bearbeitung von Erich Kraack; Erstaufführung an der Wiener Staatsoper, 1963) sowie die Uraufführung von Carl Orffs De temporum fine comoedia (Salzburg, 1973).
1960 leitete Karajan in Salzburg die Eröffnungspremiere des Großen Festspielhauses (Der Rosenkavalier von Richard Strauss). Nach Auslaufen seines Vertrags als künstlerischer Leiter der Salzburger Festspiele (1956–1960) spielte er weiterhin als Dirigent und später als Mitglied des Direktoriums, dem er von 1964 bis 1988 angehörte, eine wichtige Rolle in der Programmgestaltung. 1967 gründete er die Osterfestspiele Salzburg, die er bis zu seinem Tod leitete: Jedes Jahr erarbeitete er dort eine Opernneuproduktion mit den Berliner Philharmonikern, die dafür vom Berliner Senat freigestellt wurden. In diesem Zusammenhang gründete er die Pfingstkonzerte Salzburg.
Ab Mitte der 1970er-Jahre wurde er zunehmend von gesundheitlichen Problemen geplagt, was ihn nicht daran hinderte, weiterhin Tourneen in alle Welt zu unternehmen. 1977 kehrte Karajan an die Wiener Staatsoper zurück, wo er Il trovatore, La Bohème und Le nozze di Figaro und in den Folgejahren Don Carlos dirigierte. Am 12. Mai 1978 wurde ihm die Ehrendoktorwürde der Universität Salzburg verliehen.
Die Opernaufführung von Falstaff 1982 war die erste Live-Übertragung der Salzburger Festspiele; in den Folgejahren wurden auch Der Rosenkavalier (1984, eine Neueinstudierung der Eröffnungsinszenierung), Don Carlos (1986) und Don Giovanni (1987) direkt übertragen. 1985 dirigierte Karajan eine Aufführung von Mozarts Krönungsmesse im Petersdom in Rom im Rahmen eines von Papst Johannes Paul II. zelebrierten Hochamtes. 1987 leitete er das Neujahrskonzert der Wiener Philharmoniker. Karajan trat bei Konzerten gelegentlich auch als Pianist in Erscheinung, Werke des Barock dirigierte er oft auch vom Cembalo aus, etwa Die vier Jahreszeiten von Antonio Vivaldi mit Anne-Sophie Mutter bei der Eröffnung des Kammermusiksaals der Berliner Philharmonie.

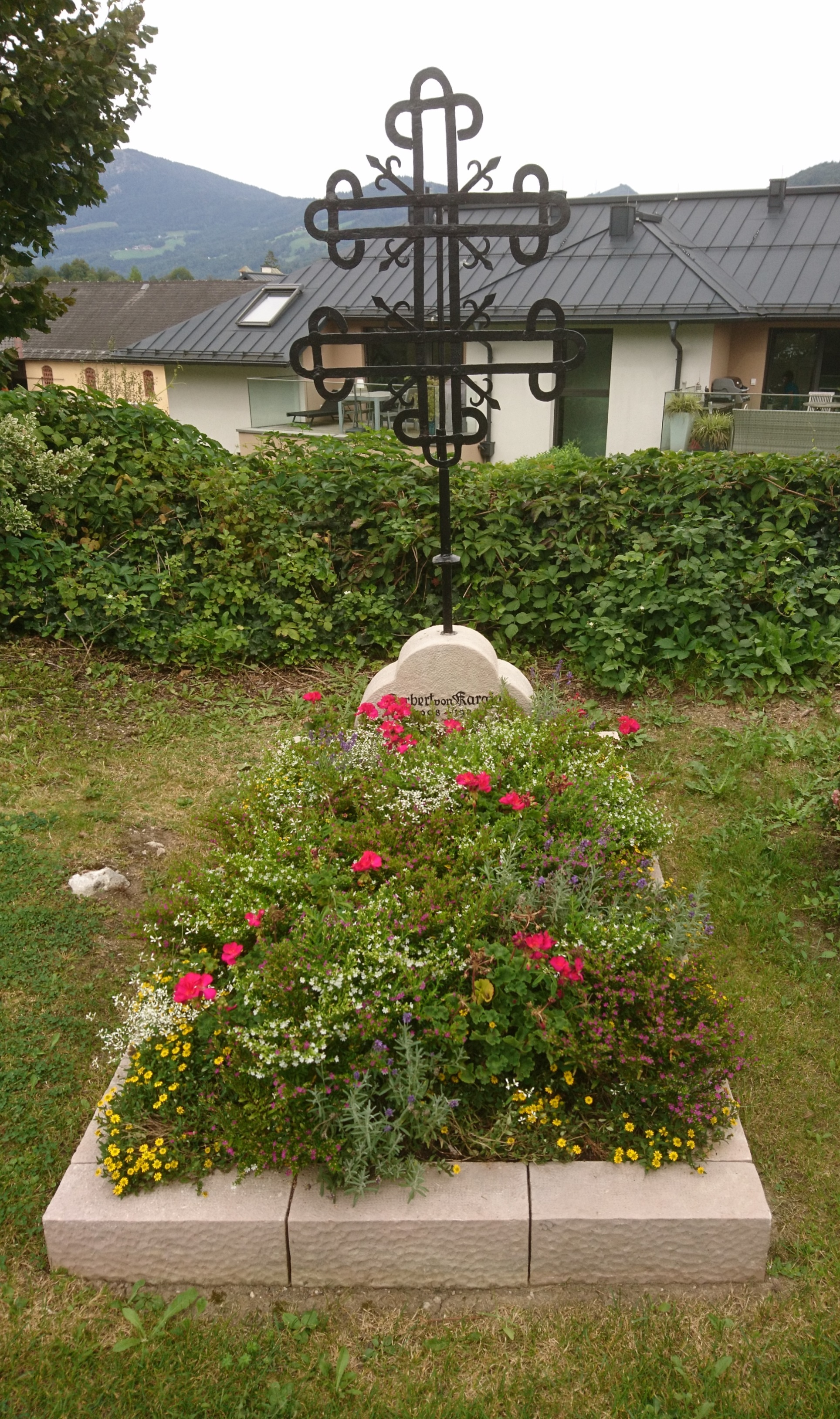
Karajans Grabstätte in Anif

Karajan war Gründungsmitglied der Paul-Hindemith-Gesellschaft in Berlin. Er war auch stark an den Techniken der Musikreproduktion interessiert und legte sehr viel Wert auf die Berichterstattung der Medien über klassische Musik. Darüber hinaus förderte er zahlreiche künstlerische Karrieren, wie zum Beispiel die von Hildegard Behrens, Christoph Eschenbach, Anne-Sophie Mutter, Jewgeni Igorewitsch Kissin, Mirella Freni, Agnes Baltsa, Josep Carreras u. v. a.
Karajan erhielt zahlreiche Auszeichnungen, unter anderem 1961 das Österreichische Ehrenzeichen für Wissenschaft und Kunst und 1969 den Kunst- und Kulturpreis der Stadt Luzern; 1973 wurde er Ehrenbürger von Berlin und 1978 der Stadt Wien. Seit 1997 finden im Festspielhaus Baden-Baden die „Herbert von Karajan Pfingstfestspiele“ statt. Seit 2003 wird ebenfalls in Baden-Baden der Herbert-von-Karajan-Musikpreis verliehen.
Karajan begleitete die technische Entwicklung der Musikaufzeichnung und Verbreitung durch intensive Zusammenarbeit mit dem Sony-Konzern; durch Rechteverwertung und Vertrieb klassischer Musik war er ein international erfolgreicher Unternehmer.
Herbert von Karajan starb am 16. Juli 1989 in Anif an einem Herzinfarkt nach einer Besprechung mit Sony-Chef Norio Ōga. Am Vormittag hatte er noch eine Probe zu Un ballo in maschera geleitet. Am nächsten Tag wurde er entsprechend seiner Verfügung ohne Parte auf dem Ortsfriedhof von Anif beerdigt. Sein Nachlassvermögen wurde auf über eine halbe Milliarde D-Mark (etwa 256 Mio. Euro) geschätzt.

### Privates
Herbert von Karajan war dreimal verheiratet, in erster Ehe mit der am Freiburger Theater engagierten Sopranistin Elmy Holgerloef (Heirat am 26. Juli 1938), in zweiter Ehe mit Anna Maria („Anita“) Gütermann, einer Miterbin der Nähseidenfabrik Gütermann (Heirat am 22. Oktober 1942, Scheidung 1958). Im Jahr 1958 heiratete er Eliette Mouret (* 1939). Am 12. August 1964 ließen sich Eliette und Herbert von Karajan in der Reorbichl-Kapelle in Oberndorf in Tirol kirchlich trauen, die Zeremonie nahm Pfarrer Karl Födinger (1902–1967) vor. Aus dieser Ehe gingen die Töchter Isabel (* 1960) und Arabel (* 1964) hervor. Für beide Töchter übernahmen mit Karajan verbundene Orchester die Patenschaft: die Wiener Philharmoniker für Isabel, die Berliner Philharmoniker für Arabel.
1943 bekamen die Karajans wegen der Bombengefahr in Berlin in Thumersbach bei Zell am See eine Villa, die 1941 von der Gestapo zugunsten des Reichsgaus Salzburg beschlagnahmt worden war und der Jüdin Vera Schubert gehört hatte. Die Bevölkerung war mit der Vermietung an Karajan nicht einverstanden, weil er sich trotz des Wohnraummangels weigerte, in das Haus mit fünf Zimmern und 120 Quadratmetern Wohnfläche noch andere Mieter aufzunehmen.
Karajans technische Interessen erstreckten sich nicht nur auf die Aufnahmetechnik. Er war ein Freund schneller Autos und gehörte als langjähriger Porsche-Fahrer zu dem geringen Kreis Prominenter, die den auf weniger als 300 Exemplare limitierten Porsche 959 erhielten – sogar gleich zweimal. Zitat Karajans: „Mit dem ersten hatte ich keine Probleme, da er abbrannte.“
Daneben besaß er eine Privatpilotenlizenz und flog seine Cessna häufig selbst. Später erwarb er zusätzlich die entsprechende Musterberechtigung und flog eine Dassault Falcon 10 (Mystère 10). Auch Segeln auf größeren Yachten gehörte zu seinen Freizeitbeschäftigungen.

## Musikalischer Stil
Karajans Musizierstil war meist (abgesehen von seiner frühen Zeit bei der EMI) akademisch, ohne große Wagnisse; er legte jedoch größten Wert auf den Klang. Sein Ideal war ein „entmaterialisierter“, geglätteter, „stromlinienförmiger“ Klang, der alle Körperlichkeit und Ansatzgeräusche bei der Tonbildung vermeidet. Das führte bei klangsinnlichen Werken wie solchen des Impressionismus oder auch bei Jean Sibelius zu beeindruckenden Ergebnissen. Nach Angabe von Sibelius’ Tochter Eva hielt ihr Vater Karajan für den Dirigenten seiner Generation, der die größte Einfühlung in Sibelius’ Musik aufgebracht habe. In Bezug auf dieses Repertoire gilt Karajan, neben Leopold Stokowski, als einer der größten „Klangmagier“ überhaupt. Im klassisch-romantischen Repertoire wurde sein Klangideal hingegen häufig als oberflächlich poliert kritisiert. Nicht unumstritten sind seine Bruckner- und Mahler-Aufnahmen. Igor Strawinsky bezweifelte öffentlich, dass „der Sacre zufriedenstellend aufgeführt werden kann in den Traditionen von Herrn von Karajan“. Seine letzte Aufnahme war Bruckners 7. Sinfonie mit den Wiener Philharmonikern, zugleich ein Live-Mitschnitt seines letzten öffentlichen Auftretens im Wiener Musikvereinssaal am 23. April 1989.

## Aufnahmen
Karajan hat als Dirigent mehr Einspielungen auf Ton- und Bildträger vorgelegt als die meisten seiner Kollegen. Er spielte etwa 700 Werke von rund 130 Komponisten ein, weltweit wurden an die 300 Millionen Tonträger mit seinem Namen verkauft. Die Deutsche Grammophon (DG), Karajans Haus-Label seit den 1960er-Jahren, machte mit ihm bis zum Jahr 2008 ein geschätztes Drittel ihres Umsatzes.
Aus der Zeit von 1938 bis 1945 gibt es einige Aufnahmen mit der Staatskapelle Berlin, etwa die Ouvertüre zur Zauberflöte vom Dezember 1938 oder Die Moldau vom Juni 1941. Im September 1944 wurde mit der Rundfunkaufnahme von Bruckners 8. Sinfonie mit der Staatskapelle Berlin eine der ersten deutschen Stereoeinspielungen hergestellt, von der sich der letzte Satz erhalten hat. 1946 startete er durch Vermittlung von Walter Legge bei der britischen Columbia (EMI) eine erste große Serie von Schallplattenaufnahmen mit dem neu gegründeten Philharmonia Orchestra. Ab Mitte der 1950er- bis Anfang der 1960er-Jahre nahm er auch bei Decca in London auf, ab 1959 hauptsächlich bei Deutsche Grammophon, und seit den 1970er Jahren erneut auch bei EMI. Das Standardrepertoire nahm er so bis zu fünfmal auf. Mit der 1982 gegründeten Firma Telemondial sollten seine Werke auch im Bild festgehalten werden, dabei entstanden Bild- und Tonaufnahmen, in denen Karajan zum Teil auch die Bildregie beeinflusste.
Morita Akio, Chef und Gründer von Sony, investierte als Verehrer Karajans erheblich in das damals neue Medium CD. So entstand in der Kapelle auf Karajans Anwesen das seinerzeit fortschrittlichste Aufnahmestudio der Welt. Fast alle heute bekannten digitalen Aufnahmen von Karajan entstanden abwechselnd in der Berliner Philharmonie bzw. im Wiener Musikvereinssaal. Karajan arbeitete von den 1970er-Jahren an mit dem Toningenieur Günter Hermanns zusammen, der alle seine späten Aufnahmen bei der DG betreute. Diese Aufnahmen wurden abwechselnd mit den Wiener und den Berliner Philharmonikern erstellt. Karajan arbeitete akribisch an einem „perfekten“ Klang: frei von Ansatzgeräuschen, rauschfrei, jede Stimme, jedes Instrument sollte klar erkennbar sein und lebendig klingen.

## Herbert-von-Karajan-Stiftungen und Institute
1968 veranlasste Karajan die Gründung der Berliner Herbert von Karajan-Stiftung. Startkapital waren 100.000 DM. Ziel der Stiftung ist die Förderung junger Künstler, insbesondere junger Dirigenten sowie die Förderung wissenschaftlicher Untersuchungen auf dem Gebiet der Musik-Psychologie. Bis 2002 war der Sitz der Stiftung Berlin, seitdem ist es Köln.
Sein bedingungsloses Perfektionsstreben und sein Interesse an spieltechnischen, akustischen und aufnahmetechnischen Fragen, an Bauakustik und Problemen der Hörpsychologie führten ihn in der Zeit, da er dem Festspieldirektorium in Salzburg angehörte, zur Gründung der Herbert-von-Karajan-Stiftung mit Sitz in Salzburg, die zwischen 1970 und 1976 etwa zwanzig musikpsychologische Publikationen herausbrachte. Zwar ist der Stiftungssitz Salzburg, aber die Stiftung befindet sich auch in Köln. Das Oesterreichische Musiklexikon erwähnt die Gründung einer Stiftung Herbert von Karajan für die Durchführung der Osterfestspiele in Salzburg schon 1969.
Von 1995 bis Ende 2006 gab es in Wien ein Herbert von Karajan Centrum, das neben dem Verkauf von Produkten des Karajan-Repertoires ein Karajan-Archiv präsentierte und gelegentlich auch Konzerte und Vorträge zu seinem Gedenken veranstaltete. Aus Anlass des zehnjährigen Bestandes dieser Einrichtung brachte die Österreichische Post 2005 eine Sonderbriefmarke heraus.
Seit 2005 gibt es in Salzburg das Eliette und Herbert von Karajan Institut, das seit 2007 das Karajan-Archiv aus dem ehemaligen Wiener „Karajan Centrum“ nunmehr der Öffentlichkeit zugänglich macht.

## Nachleben

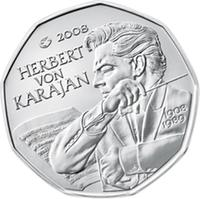
Österreichische 5-Euro-Münze (2008)

In Salzburg wurde der ehemalige Sigmundsplatz zum Herbert-von-Karajan-Platz umbenannt. Am 19. September 1996 wurde der Bereich neben der Wiener Staatsoper – an der Kärntner Straße zwischen Opernring und Philharmonikerstraße – als Herbert-von-Karajan-Platz benannt. Am Flughafen Salzburg wurde ein Terminal nach dem flugbegeisterten Dirigenten Herbert-von-Karajan-General-Aviation-Terminal benannt. In Berlin-Tiergarten wurde die Matthäikirchstraße, an der die Philharmonie liegt, in Herbert-von-Karajan-Straße umbenannt.
Am 13. Juni 1991 erschien die Österreichische 500-Schilling-Gedenkmünze Herbert Karajan in Silber in einer Auflage von 350.000 Stück. Sie zeigt auf der Vorderseite das Porträt des Dirigenten sowie seinen Namen in Form seiner Signatur. Auf der Rückseite ist das Festspielhaus Salzburg abgebildet. Anlässlich des 100. Geburtstags brachte die Österreichische Nationalbank am 7. Mai 2008 eine Silbermünze im Nennwert von 5 Euro heraus in einer Auflage von 250.000 Stück.
An Karajans zehntem Todestag am 16. Juli 1999 dirigierte Claudio Abbado, nach Karajan Chefdirigent der Berliner Philharmoniker, zum Gedenken Mozarts Requiem im Salzburger Dom.
Am 26. September 2007 wurde der Asteroid (6973) Karajan nach ihm benannt.
Ende November 2023 ließ das Theater Aachen die in seinem Foyer aufgestellte Karajan-Büste entfernen. Zur Begründung erklärte die Generalintendantin Elena Tzavara, „neueste Forschungsergebnisse“ hätten gezeigt, „dass Herbert von Karajan in der NS-Zeit kein unbeschriebenes Blatt war“. Als Ersatz soll eine im Bestand des Theaters vorhandene Büste von Wolfgang Amadeus Mozart aufgestellt werden.

## Auszeichnungen für Musikverkäufe
| Silberne Schallplatte - Vereinigtes Königreich - 2013: für das Album Adagio Goldene Schallplatte - Australien - 1990: für das Album The Essential Karajan - Deutschland - 1983: für das Album Hifi Karajan - Finnland - 1982: für das Album Sibelius Finlandia - Frankreich - 1993: für das Album Adagios Célèbres - Hongkong - 1990: für das Album Beethoven: Symphony 5 & 6 - Neuseeland - 1995: für das Album Adagio Karajan - Niederlande - 1997: für das Album Grieg: Peer Gynt - 1997: für das Album Bruch/Mendelssohn: Viool concerten - Österreich - 1999: für das Album Vivaldi: Die vier Jahreszeiten - 2000: für das Album Neujahrskonzert 1987 - Schweiz - 2000: für das Album Die Zauberflöte (Mozart) - Spanien - 1999: für das Album Beethoven: Las Sinfonías - Vereinigte Staaten - 1977: für das Album Beethoven: The 9 Symphonies 2× Goldene Schallplatte - Frankreich - 1989: für das Album Les Triomphes Du Classique | Platin-Schallplatte - Japan - 1996: für das Album Adagio Karajan - Niederlande - 1995: für das Album Adagio Karajan - Österreich - 1990: für das Album Neujahrskonzert in Wien - Spanien - 1996: für das Album Las Cuatro Estaciones - 1998: für das Album Karajan Espectacular 2× Platin-Schallplatte - Norwegen - 1996: für das Album Adagio Karajan 3× Platin-Schallplatte - Spanien - 1997: für das Album Karajan Romántico 7× Platin-Schallplatte - Spanien - 1996: für das Album Adagio Karajan II 20× Platin-Schallplatte - Spanien - 1996: für das Album Adagio Karajan |

| Land/RegionAuszeichnungen für Musikverkäufe (Land/Region, Auszeichnungen, Verkäufe, Quellen) | Silber  | Gold       | Platin       | Verkäufe  | Quellen                           |
| -------------------------------------------------------------------------------------------- | ------- | ---------- | ------------ | --------- | --------------------------------- |
| Australien (ARIA)                                                                            | —       | Gold1      | —            | 35.000    | aria.com.au                       |
| Deutschland (BVMI)                                                                           | —       | Gold1      | —            | 250.000   | musikindustrie.de                 |
| Finnland (IFPI)                                                                              | —       | Gold1      | —            | 25.000    | ifpi.fi                           |
| Frankreich (SNEP)                                                                            | —       | 3× Gold3   | —            | 300.000   | infodisc.fr                       |
| Hongkong (IFPI/HKRIA)                                                                        | —       | Gold1      | —            | 10.000    | ifpihk.org                        |
| Japan (RIAJ)                                                                                 | —       | —          | Platin1      | 200.000   | riaj.or.jp                        |
| Neuseeland (RMNZ)                                                                            | —       | Gold1      | —            | 7.500     | aotearoamusiccharts.co.nz         |
| Niederlande (NVPI)                                                                           | —       | 2× Gold2   | Platin1      | 60.000    | nvpi.nl                           |
| Norwegen (IFPI)                                                                              | —       | —          | 2× Platin2   | 100.000   | ifpi.no                           |
| Österreich (IFPI)                                                                            | —       | 2× Gold2   | Platin1      | 100.000   | ifpi.at                           |
| Schweiz (IFPI)                                                                               | —       | Gold1      | —            | 25.000    | hitparade.ch                      |
| Spanien (Promusicae)                                                                         | —       | Gold1      | 32× Platin32 | 3.250.000 | elportaldemusica.es promusicae.es |
| Vereinigte Staaten (RIAA)                                                                    | —       | Gold1      | —            | 500.000   | riaa.com                          |
| Vereinigtes Königreich (BPI)                                                                 | Silber1 | —          | —            | 60.000    | bpi.co.uk                         |
| Insgesamt                                                                                    | Silber1 | 15× Gold15 | 37× Platin37 |           |                                   |